# Валиуллин, Марат Фаритович
Марат Фаритович Валиуллин (род. 11 февраля 1984, Казань) — российский хоккеист, нападающий. Мастер спорта России международного класса (2010). Хоккейный функционер.

## Биография
Начал заниматься хоккеем с пяти лет. Воспитанник казанского «Ак Барса». С сезона 2000/01 стал играть в команде первой лиги «Ак Барс-2». В конце сезона 2002/03 был отправлен в высшую лигу играть за «Кристалл» Саратов. В следующем сезоне провёл за «Ак Барс» 31 матч в Суперлиге. Сезон 2004/05 провёл в альметьевском «Нефтянике». Следующий сезон начал в московском «Спартаке», но проведя за первую команду одни матч, вернулся в «Нефтяник». После начала следующего сезона перешёл в ЦСК ВВС Самара. Сезон 2007/08 отыграл в «Нефтянике». В следующем сезоне играл за «Дмитров», вновь вернувшись в конце сезона в «Нефтяник», где провёл и сезон 2009/10, в течение которого получил две травмы. Перед сезоном 2010/11 приглашался в «Ладу», но перешёл в казахстанский клуб ВХЛ «Казцинк-Торпедо» Усть-Каменогорск. После двух сезонов, проведённых в команде ВХЛ «Ариада-Акпарс», завершил карьеру.
Двукратный победитель хоккейного турнира Универсиады (2009, 2011). Бронзовый призёр чемпионата России (2004). Бронзовый призёр ВХЛ (2013).
В сезоне 2015/16 работал спортивным директором в команде «Спутник» Нижний Тагил, в ноябре был исполняющим обязанности главного тренера. В начале 2016 года был приглашён в «Ак Барс» на должность скаута. Работал заместителем директора, советником директора хоккейной академии имени Ю. И. Моисеева (Казань), ведущим специалистом и главой селекционного отдела «Ак Барса». С 2021 года — генеральный менеджер «Ак Барса».